# Federația Română de Hochei pe Gheață
Federația Română de Hochei pe Gheață (FRHG) este organul conducător al hocheiului pe gheață în România.

## Istoric
În anul 1912 s-a înființat Federația Societăților Sportive din România, în cadrul căreia a activat și Comisiunea Sporturilor de Iarnă. În 1930, s-a constituit Federația Română a Sporturilor de Iarnă (FRSI), iar pe 10 noiembrie 1934 a fost înființată Federația Română de Hochei pe Gheață, desprinsă din FRSI.

## Competiții
- Liga Națională
- Cupa României

## Palmares

### Jocuri olimpice
- 1964 – locul 12
- 1968 – locul 12
- 1976 – locul 7
- 1980 – locul 8

### Universiada de iarnă
- 1966, Sestriere, Italia - locul 2
- 1983, Sofia, Bulgaria - locul 3